# 泥溪站
泥溪站，位于中华人民共和国四川省宜宾市叙州区泥溪镇新泥村，是成贵客运专线上的高铁站，由成都局集团宜宾车务段管辖，2019年6月15日随成贵客专线乐宜段开通。

## 車站周邊
- 泥溪镇初级中学
- 泥溪镇政府
- 泥溪客运站
- 泥溪镇中心医院

## 歷史
- 2019年6月15日通车启用。

## 外部連結
- 中国铁路客户服务中心 （页面存档备份，存于）